# Osiedle Wilkońskiego
Osiedle Wilkońskiego – osiedle mieszkaniowe Janikowa, druga część miasta pod względem liczby ludności. Mieszka tu około 2240 osób.
Osiedle Wilkońskiego (daw. Przyjaźni Polsko-Radzieckiej) składa się w większości z bloków 4-piętrowych. Na terenie osiedla siedzibę ma Urząd Miasta, Piastowski Bank Spółdzielczy, Miejsko-Gminny Ośrodek Kultury i Policja. Siedzibę ma tu janikowska telewizja JanSat. Istnieje tu jedna z dwóch miejskich bibliotek i kino.

## Ulice miasta w dzielnicy
- Wilkońskiego
- Przemysłowa (część)
- Działkowa